# Bernhard Tragut
Bernhard Tragut (geboren 1957 in Purgstall an der Erlauf, Niederösterreich) ist ein Österreichischer Musiker, Maler und Bildhauer. Im Jahr 1982 gelang seiner Band „Rucki Zucki Palmencombo“ mit dem Song „Südseeträume“ der Sprung in die österreichische Hitparade.

## Leben

### Musik
Gemeinsam mit Ronald Ronnie Urini Iraschek, Roli „Roli Rostig“ Übereuter, Robert „Robert Räudig“ Wolf und „Michi Monoton“ gründete Bernhard Tragut („Bernie Bedenklich“) 1978 die Punk-Band „Dirt Shit“. 1979 veröffentlichten sie die EP „Rattenloch“.
Mehr Erfolg hatte er jedoch mit der 1980 gemeinsam mit seiner Frau Gabi und Ronnie Urini gegründeten Band „Rucki Zucki Palmencombo“. Die erste Single, „Südseeträume“, schaffte es 1982 auf Platz 6 in der Ö3 Hitparade. 1983 folgte die LP „Ruck’n Zuck“; noch im selben Jahr löste sich die Band jedoch auf.
Mit Andy Wagner am Schlagzeug feierte die „Rucki Zucki Palmencombo“ 2001 ein Comeback, nach wie vor dabei waren die Gründungsmitglieder Bernhard (Gitarre und Gesang) und Gabi Tragut (Bass). Später kamen Rob Niedl am Schlagzeug, Herwig Müller am Akkordeon und Claudia Fenzl an der Geige dazu. Die Band veröffentlichte drei weitere Alben: „Mit Herz und Seele“ (2003), „Es kommt wie es kommt“ (2008) und „Das Salz in der Suppe“ (2018).

### Bildende Kunst
Bernhard Tragut erhielt 1983 sein Diplom an der Akademie der bildenden Künste Wien. Für seine Werke erhielt der Künstler im Laufe der Jahre mehrere Auszeichnungen, darunter etwa eine Füger-Medaille, den Professor-Hausner-Preis und den Niederösterreichischen Kulturpreis. Früher widmete er sich hauptsächlich der Malerei, heute der Bildhauerei, sein bevorzugtes Material ist Holz.

### Privates
Bernhard Tragut lebt mit seiner Frau in Wien und Purgstall an der Erlauf und hat zwei erwachsene Söhne.

## Preise und Stipendien
- 1978    Fügermedaille Professor
- 1980    Hausner-Preis
- 1983    Würdigungspreis für Bildende Kunst des Bundesministeriums für Kunst und Kultur
- 1991    Staatsstipendium des Bundesministeriums für Kunst und Kultur
- 1992    Niederösterreichischer Kulturpreis

## Ausstellungen
- 2018 „Kitsch? Echo der Kunst“, Forumschloss Wolkersdorf
- 2018 „Eva und die Zukunft reloadet“ Forum Frohner Krems
- 2018 „quer“ mit Peter Ramsebner im Kunstraumhaaaauch.quer Klagenfurt
- 2018 „Die neunziger Jahre - Subversive Imaginationen“ Wien Museum MUSA
- 2018 „EXPERIMENTELLE 20“ Kloster Bad Schussenrien mit Konzert auf Schloss Randegg Deutschland
- 2017 „TIPP inkl.“ im artP.Kunstverein Perchtoldsdorf
- 2016 „Auf schmalen Pfaden“ im Living Studio der Stadtgalerie Klagenfurt
- 2016 „Experimentelle 19“ Thayingen, Kulturzentrum Stern, Schweiz
- 2016 „Jedem das Seine“ Blau-Gelbe-Viertelsgalerie, Schloss Fischau
- 2015 „Die achtziger Jahre“ in der Sammlung des Wien Museums MUSA
- 2015 „PastArte“ Nahrung in der Kunst Galerie Schafschetzy Graz
- 2014 „Experimentelle 18“ – Gottmadingen, Schloss Randegg Deutschland
- 2013  Galerie3 in Klagenfurt mit Helga Druml
- 2013  Galerie Blaugelbezwettl mit Karl Heinz Bloyer
- 2012 „Das Gewicht der Welten“ Galerie Hofkabinett Linz
- 2012 „We just go One and One and One“ Galerie Gut Gasteil Niederösterreich
- 2010 „Schmeckts“ Stadtgalerie Klagenfurt
- 2010 „Form:Vielfalt“ Schloss Ulmerfeld, Niederösterreich
- 2009 „Auf dieser Welt“ solo g/k, K Galerie Robert Kastowsky Wien
- 2009 „EVO EVO Evoluzzer Darwin“ Ausstellungsbeteiligung im Künstlerhaus Wien
- 2008 „Auf dem Sockel“ im artP Perchtholdsdorf
- 2008 Die neuen Räumlichkeiten g/k, K Galerie Robert Kastowsky Mit Franziska Maderthaner bei Ulrike und Gerhard Kogler
- 2007 Galerie Schuster in Frankfurt mit Andreas Leikauf
- 2007 Kleinplastik im DOK, NÖ Dokumentationszentrum für Moderne Kunst in St. Pölten
- 2007 „Innenraum“ Galerie Schafschetzy in Graz Galerie3 in Klagenfurt mit Helga Druml
- 2006 Viennafair, „Déjà vu?“ Stadtgalerie Klagenfurt
- 2006 „Durch dich und durch mich“ Kunstverein Paradigma und Kunstverein Baden
- 2005 „Ich und Du“ mit Judith Zillich Galerie Nemecek Wieselburg mit Johann Feilacher im Barockschlössl Mistelbach Mit einer Auswahl der Msg.Otto Mauer in Potgorica Montenegro
- 2004 Andreas Leikauf, Bernhard Tragut Galerie Ernst Hilger Contemporary
- 2004 „Liebe und Leidenschaft“ mit Markus Orsini-Rosenberg
- 2004 Galerie3 in Klagenfurt
- 2004 „Preview“ Galerie Schloß Mondsee
- 2003 Galerie im Fluss in Grein/Donau ein Kunstprojekt mit 12 Künstlern die am und im Strom ihre Arbeiten positionieren. Mit Helga Druml doppelt bei haaaauch in Klagenfurt
- 2002 Die Lange Nacht des Hörspiels, Radiokulturhaus Wien
- 2002 Bildnerische Darstellung in künstlerischer Anordnung mit Barbara Bernsteiner und Alfred Bachlehner, im Kunstraum Arkade, Mödling
- 2002 Skulpturengarten mit Brigitte Lang und Brigitte Sasshofer, summerstage Wien
- 2002 Ansammlung, in der Sammlung von Ingrid Wald und Gerhard Jaschke, Unterretzbach
- 2002 „doubleheart – HEAR THE ART“, musizierende Künstler mit Liveauftritten in der Kunsthalle Exnergasse, Wien
- 2002 „Female – Sex – Male“, Galerie Wolfrum, Wien
- 2002 „Mann/Frau – Subjekt/Objekt“, Schloss Ulmerfeld
- 2002 X -Mas – Star, Galerie Wolfrum, Wien
- 2002 Soho in Ottakring, Wien
- 2002 Holz – Positionen 2, Schloß Goldegg
- 2002 Was wir so brauchen, mit Alois Mitter, Galerie Pimmingsdorfer Peuerbach
- 2002 Work in Space, Sammlung Essl Klosterneuburg
- 2002 Durch uns und mit uns, mit Brigitte Lang, Galerie Gut Gasteil Prigglitz
- 1999 Soho in Ottakring, Wien
- 1999 „Berg und Tal“ InnGalerie, Kufstein
- 1999 „controverse“, Bad Radkersburg, Steiermark
- 1999 „Hin und zurück“, Vanguardia Galeria de Arte, Bilbao, Spanien
- 1999 „Mit Hand und Fuß“, Galerie Eboran, Salzburg
- 1999 „Schöner Leben“, Galerie der Stadt Wels
- 1998 Kunst in der Landschaft IV, Gut Gasteil Prigglitz
- 1998 Transformation/en, Steiermärkische Landesausstellung
- 1997 The Medium – The Message, ehem. Alpenmilchzentrale Wien
- 1997 LMS, Galerie Menotti, Baden Sie wünschen, wir träumen, Wagen, Deutschland
- 1996 Traumhaft, Kunstverein Paradigma, Galerie Inge Freund, Klagenfurt
- 1996 Der Heinz, die Alternative zum Ernst, Galerie station3, Wien
- 1996 privat plot, 4 Rooms Wien Traumhaft, Galerie Cult, Wien
- 1994 Babylon, Schloß Damtschach, Kärnten Verliebt, Galerie station3, Wien
- 1993 Speicher, Offenen Kulturhaus Linz; Paperworks, Kunsthalle Exnergasse, Wien Außerferner Kulturzeit, Reutte/Tirol
- 1990 Diese Fülle, dieser Glanz, Blau Gelben Galerie, Niederösterreichisches Landesmuseum
- 1990 Dreist, Kunsthalle Exnergasse, Wien
- 1990 Oddziac Muzeum, Warschau Schloß Halbturn Symposien in Polen und Tirol
- 1987 Galerie Cult: Budapest, Wien, Köln Eisheiß, Wiener Trabant Balanceakte, Niederösterreichisches Donaufestival
- 1986 Alle wollen glücklich sein…, Art Galerie Niederösterreich, Künstlerhaus Wien und Getreidespeicher Schloss Purgstall